# El código del alma
El código del alma. La respuesta a la voz interior (en inglés The Soul's Code: On Character and Calling) es una obra de divulgación sobre psicología escrita en 1996 por el psicólogo y analista junguiano estadounidense James Hillman.

## Sinopsis
En el libro se propone la "Teoría de la bellota" (muy influido por la mitología y filosofía clásicas y por Carl Gustav Jung, del que era discípulo), en la cual usa la figura del demon como metáfora del potencial interno por desarrollar en cada ser humano.